# Ezequiel Bitok
Ezequiel Bitok (né le 15 février 1966) est un athlète kényan, spécialiste des courses de fond.

## Biographie
Ezequiel Bitok remporte la médaille d'or du 5 000 mètres lors des championnats d'Afrique 1990, au Caire, dans le temps de 13 min 33 s 30.
En 1991, il décroche le titre par équipes du cross long lors des championnats du monde de cross, à Anvers, Belgique [2].
Il décroche ce même titre en 1993 à Amorebieta-Etxano en Espagne. Il termine lui-même cinquième de ce dernier cross.
Il prend la cinquante-sixième place du marathon olympique d'Atlanta en 1996.
Il remporte à deux reprises, en 1997 et 1998, le marathon de Monaco.

### Palmarès
| Date | Compétition            | Lieu     | Résultat | Épreuve | Performance    |
| ---- | ---------------------- | -------- | -------- | ------- | -------------- |
| 1990 | Championnats d'Afrique | Le Caire | 1er      | 5 000 m | 13 min 33 s 30 |

### Records
| Épreuve | Performance    | Lieu | Date        |
| ------- | -------------- | ---- | ----------- |
| 5 000 m | 13 min 10 s 66 | Rome | 9 juin 1993 |